# Fortescue Metals Group
Fortescue Metals Group, abgekürzt FMG, ist ein australisches Bergbauunternehmen mit Firmensitz in Perth, das vorwiegend Eisenerz abbaut. Das 2003 gegründete Unternehmen ist im Aktienindex S&P/ASX 50 gelistet. Nach eigenen Angaben ist es der viertgrößte Eisenerzproduzent der Welt und beliefert vor allem China und den asiatischen Raum.

## Geschichte
2006 projektierte Fortescue seine Verladeanlagen im Herb Elliot Port am Port Hedland, die Fortescue Railway und die Ausrichtung der Tagebaue des Chichester Hubs. Zwei Jahre später begann die Produktion von Eisenerz in der Cloud Break Mine und 2009 in der Christmas Creek Mine. 2014 nahmen die Tagebaue Firetail Mine und Kings Mine die Produktion auf, die zusammen den Salomon Hub bilden. Die Ausrichtung dieser Gruben kostete 8,4 Milliarden Australische Dollar. 2011 verkaufte Fortescue 40 Millionen Tonnen Eisenerz und 165 Millionen Tonnen im Finanzjahr 2014–2015.
Fortescue beschäftigt 20 Personen in Perth, Port Hedland, Roebourne und Tom Price, die Kontakte zu zahlreichen Repräsentanten der Aborigines halten, mit denen das Unternehmen zusammenarbeitet. Das Unternehmen erklärt, dass sie die Rechte, Kultur und Interessen der Aborigines bei ihren Projekten berücksichtigt. Fortescue legt nach eigenen Angaben großen Wert auf die Beschäftigung von Aborigines und beschäftigte 300 indigene Mitarbeiter im Jahr 2011.
Fortescue ist Landeigentümer über ein Gebiet von 88.000 km², was der doppelten Größe der Schweiz entspricht. Im Vergleich dazu besitzen Rio Tinto 11.000 km² und BHP Billiton 7.000 km². Dieses riesige Landeigentum in der Pilbara-Region machen dieses Unternehmen zur Eigentümerin eines weltbedeutenden Eisenerzvorkommens von 2 Milliarden Tonnen.

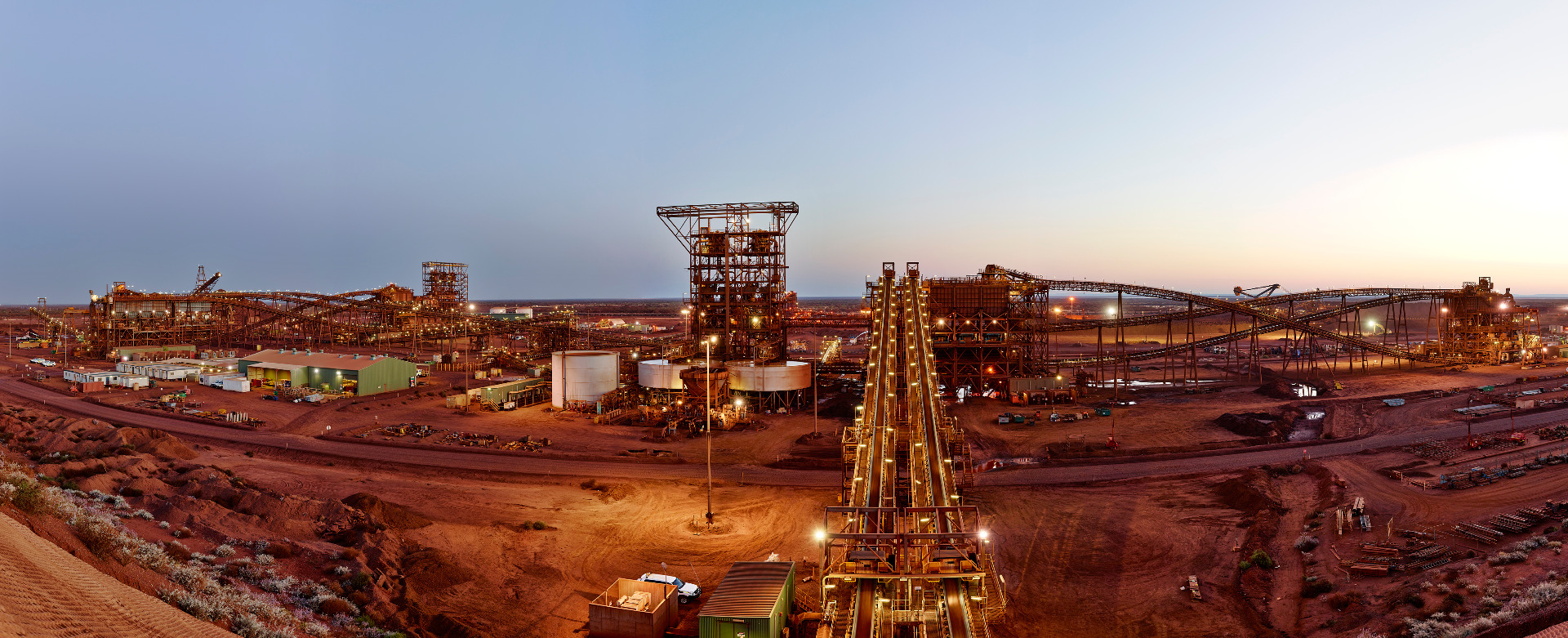
Eisenerzmine in Christmas Creek
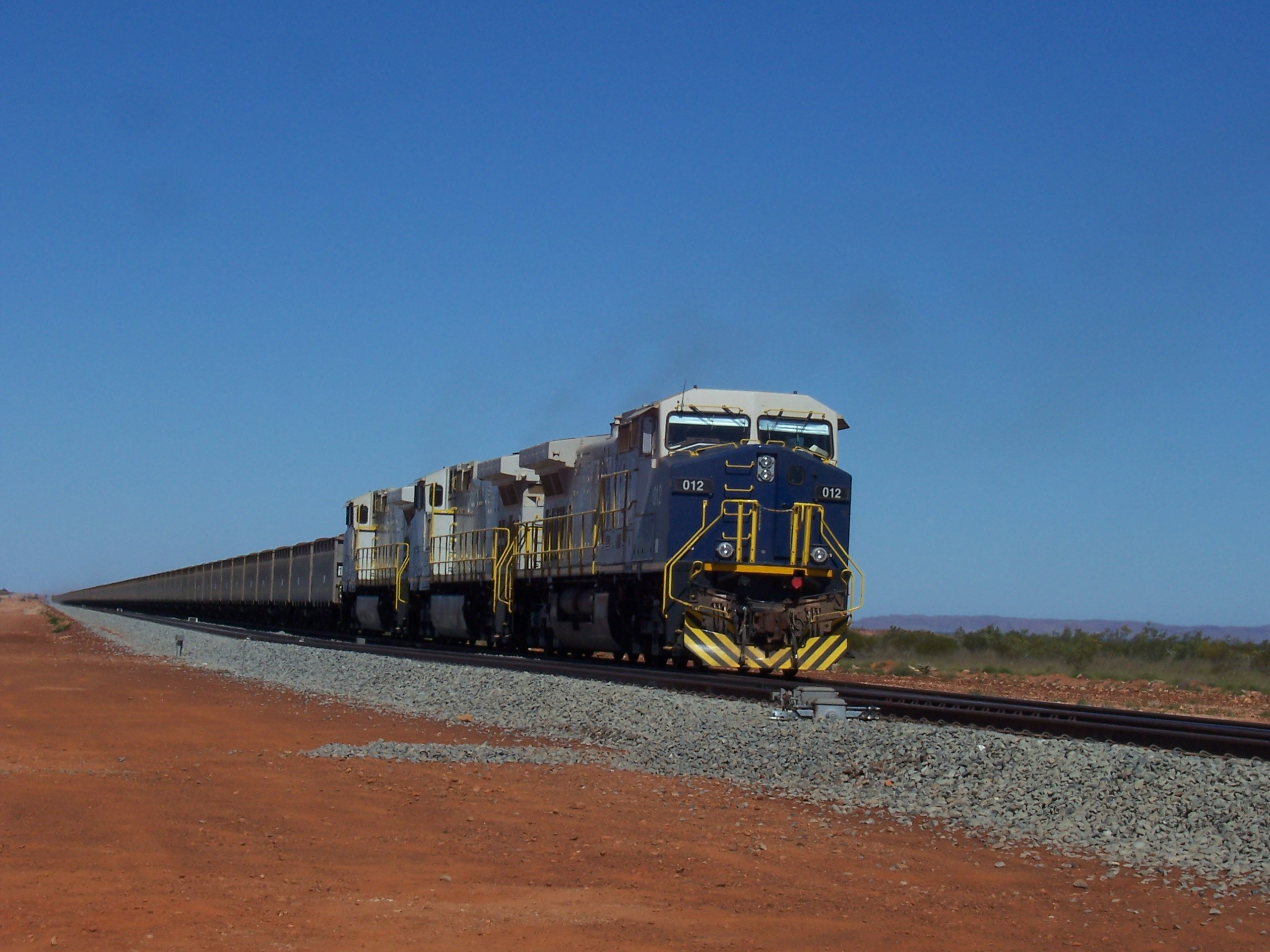
Zug der FMG für 31.000 Tonnen Eisenerz
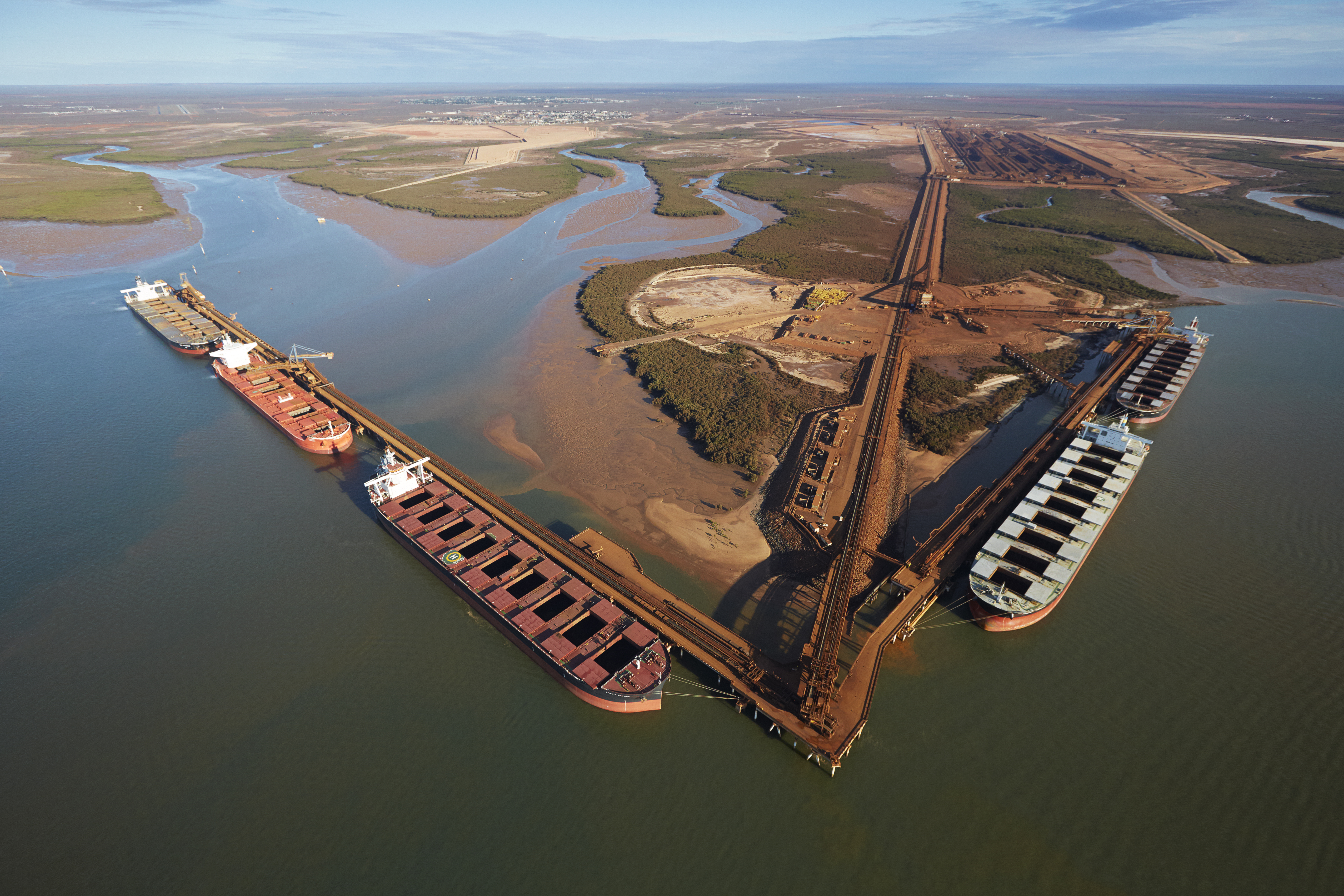
Herb Elliott Port

Im Januar 2022 unterzeichneten die FMG-Tochtergesellschaft Fortescue Future Industries (FFI) und der deutsche Chemiekonzern Covestro eine Absichtserklärung, beginnend im Jahr 2024 bis zu 100.000 Tonnen klimaneutral erzeugten („grünen“) Wasserstoff (äquivalent Ammoniak) an Covestro zu liefern. Im März 2022 unterzeichneten FFI und der deutsche Energiekonzern E.ON ebenso eine Absichtserklärung, beginnend im Jahr 2024 bis 2030 bis zu fünf Millionen Tonnen „grünen Wasserstoff“ pro Jahr in Form von Ammoniak nach Europa zu liefern.

## Eigentümerstruktur
Der größte Anteilseigner mit 36 % ist Tattarang (von 2013 bis 2020 als The Minderoo Group Pty Ltd firmierend), das Investmentunternehmen der Familie von Chairman Andrew Forrest.